# Tren (literatura)
En la lírica grega arcaica, el tren (del grec thrênos, lament) és un cant funeral destinat a ser executat per un cor amb acompanyament musical. Es cantava en absència del mort, al contrari que els epicedis. Els trenos més coneguts són els de Píndar i Simònides de Ceos, que solen utilitzar el lament pel mort com a punt de partida per a la reflexió moral sobre el destí humà.